# 한국의 민족주의
한국의 민족주의(Korean ethnism)는 한국 국민주의(한국의 내셔널리즘)의 일부로, 혈통적인 한민족이 한국의 국민정체성을 이룬다는 사상을 말한다. 이 믿음에 기반한 한국인 사이에서는 대체로 다문화가정이나 결혼이민자 등에 대한 부정적인 시각이 있다.

## 같이 보기
- 한국 국민주의
- 인종차별
- 다문화가정